# Hemibagrus filamentus
Hemibagrus filamentus är en fiskart som först beskrevs av Fang och Chaux, 1949.  Hemibagrus filamentus ingår i släktet Hemibagrus och familjen Bagridae. IUCN kategoriserar arten globalt som otillräckligt studerad. Inga underarter finns listade i Catalogue of Life.